# Les Authieux-sur-le-Port-Saint-Ouen
Les Authieux-sur-le-Port-Saint-Ouen è un comune francese di 1 239 abitanti situato nel dipartimento della Senna Marittima nella regione della Normandia.

## Società

### Evoluzione demografica
Abitanti censiti